# 알렉세이 구슈친
알렉세이 페트로비치 구슈친(러시아어: Алексей Петрович Гущин, 1922년 1월 5일 ~ 1987년)은 소련의 사격 선수였다.
그는 1960년 로마 올림픽에서 50m 권총 종목에 나가 올림픽 신기록을 세워 금메달을 획득하였다.
자신의 경력 동안 구슈친은 2개의 세계 기록과 2개의 유럽 기록을 세웠고, 세계 선수권과 유럽 선수권에서 2개의 은메달을 땄다.
은퇴 후, 그는 사격 코치로 일하였으며 1965년 권총 사격에 관한 핸드북을 썼다.